# Chennevières-sur-Marne
Chennevières-sur-Marne è un comune francese di 18 367 abitanti situato nel dipartimento della Valle della Marna nella regione dell'Île-de-France.

## Società

### Evoluzione demografica
Abitanti censiti